# Contea di Sinan
La contea di Sinan (Sinan-gun; 신안군; 新安郡) è una delle suddivisioni della provincia sudcoreana del Sud Jeolla. Comprende un arcipelago di 111 isole abitate e 719 disabitate.